# Józef Ruiz Bruixola
Józef Ruiz Bruixola, José Ruiz Bruixola (ur. 30 marca 1857 w Foyos, zm. 28 października 1936 w Gilet) – hiszpański błogosławiony Kościoła katolickiego.

## Życiorys
Studiował w seminarium w Walencji, a w 1882 roku otrzymał święcenia kapłańskie. Był wikarym parafii w Quart de Poblet, później był proboszczem parafii św. Mikołaja w Walencji. Szczególnie dbał o chorych i ubogich.
Jest jedną z ofiar antykatolickich prześladowań religijnych okresu wojny domowej w Hiszpanii.
Józefa Ruiza Bruixolę beatyfikował Jan Paweł II 11 marca 2001 roku jako męczennika zamordowanego z nienawiści do wiary (łac. odium fidei) w grupie 232 towarzyszy Józefa Aparicio Sanza.